# Сиваченко Микола Єфремович
Мико́ла Єфре́мович Сиваче́нко (* 22 листопада 1920 — † 7 жовтня 1988) — український літературознавець і фольклорист. Директор Інституту мистецтвознавства, фольклору та етнографії імені Максима Рильського АН УРСР (з 1964). Член-кореспондент АН УРСР (обрано 20 грудня 1967 року).

## Біографія
Народився в селі Ямпіль Катеринопільського району Черкаської області.
Дослідник-текстолог творчості Леоніда Глібова, Панаса Мирного, Степана Руданського й інших українських письменників 19 століття.
Головний редактор академічних видань творів Панаса Мирного в 7 томах (1968–1971).
Автор праць «„Енеїда“ І. Котляревського: (До 150-річчя з часу опублікування)», «Панас Мирний — перекладач Островського», «Анатолій Свидницький: (До 115-річчя з дня народження)», «Неопубліковані листи Василя Стефаника», «Архип Тесленко», «З історії створення роману „Хіба ревуть воли, як ясла повні?“», «Анатолій Свидницький і його роман „Люборацькі“», «До питання про канонічний текст „Народних оповідань“ Марка Вовчка», «Про текстологічне вивчення й видання художньої спадщини Панаса Мирного: Деякі підсумки і перспективи» та багатьох інших.

## Видання
- Історія створення роману «Хіба ревуть воли як ясла повні?». — К.: Державне видавництво художньої літератури, 1957.
- Анатолій Свидницький і зародження соціального роману в українській літературі. — К.: Видавництво АН УРСР, 1962.
- Корифей української прозию Нарис творчості Панаса Мирного. — К.: Наукова думка, 1967.
- Леонід Глібов. Дослідження і матеріали. — К.: Наукова думка, 1969. Співавтор: О. Деко.
- Today's Festivals Ukraine. — Kyiv, 1971.
- Літературознавчі та фольклористичні розвідки. — К.: Наукова думка, 1974.
- Студії над гуморесками Степана Руданського. — К.: Наукова думка, 1979.
- Над текстами українських письменників. — К.: Наукова думка, 1985.
- Текстологія поетичних творів П. А. Грабовського. — К.: Наукова думка, 1988.
- Сторінки з історії української літератури і фольклористики. — К.: Наукова думка, 1990.
- Студії над гуморесками Степана Руданського: Порівняльно-культурологічний аспект. — Вид. 2-ге, доп. — К., 1995.

## Пам'ять

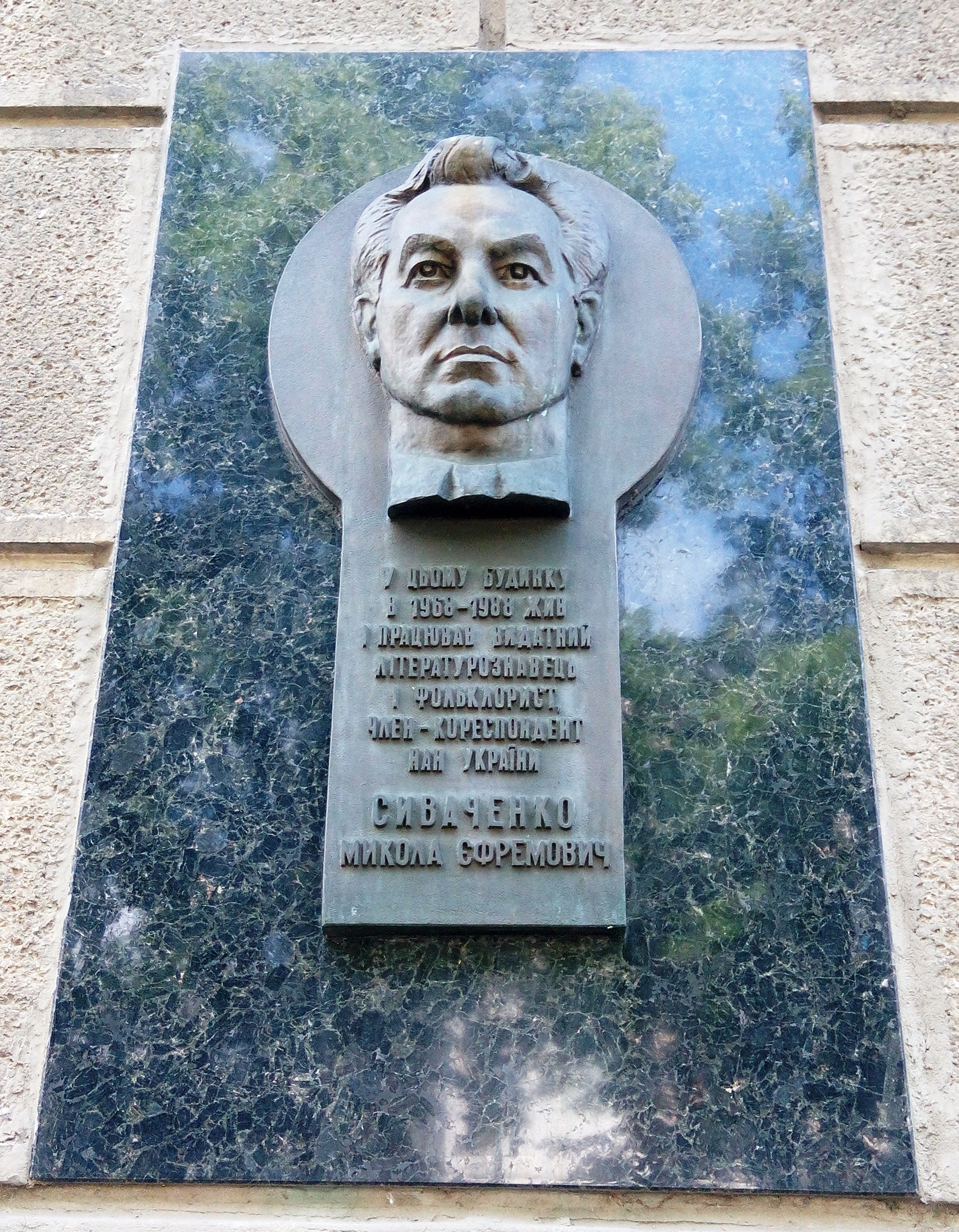
Меморіальна дошка Миколі Сиваченку в Києві

- Меморіальна дошка Миколі Сиваченку в КиєвіУ Києві, на будинку по вулиці Інститутській, 16, встановлено меморіальну дошку.